# Jesús Zamora Bonilla
Jesús Pedro Zamora Bonilla (Madrid, 1963) és un filòsof i escriptor espanyol. És catedràtic de Lògica i Filosofia de la Ciència a la UNED, i degà de la facultat de Filosofia d'aquesta universitat des de 2015.
Va estudiar a la Universitat Autònoma de Madrid, on va fer el doctorat en Filosofia i Ciències Econòmiques. Ha estat docent en diversos instituts de Madrid i professor d'economia de la Universitat Carles III des de 1994. El 2002 es va incorporar com a professor titular de la UNED,i des de 2008 és catedràtic de filosofia.
Com a autor, té influències de Robert Merton, Bruno Latour o Philip Kitcher, i tracta qüestions sobre la qualitat epistèmica de les institucions, les normes i les decisions adoptades pels investigadors, en la línia de l'àrea coneguda com a “economia del coneixement científic”, i que ha desenvolupat en les seves obres, defensant una una visió positivista o cientificista del coneixement.

## Obres destacades

#### No ficció
- Cuestión de protocolo (Tecnos, 2005 ISBN 9788430958030)
- La caverna de Platón y los cuarenta ladrones (Le Pourquois-pas?, 2011 ISBN 9788436248845)
- Sacando consecuencias: una filosofía para el siglo XXI (Tecnos, 2017 ISBN 9788430971107)
- Contra apocalípticos: ecologismo, animalismo, posthumanismo (Shackleton Books, 2021 ISBN 9788418139550)[6]
- La nada nadea (Deusto, 2023 ISBN 9788423434824)

#### Ficció
- Regalo de Reyes (Booket-Planeta ISBN 9788408136491)
- Errar es de ángeles (ISBN 9781717706270), la cual es una sátira sobre el origen del islam y su relación con el arrianismo. La obra fue finalista del Premio Fernando Lara de Novela 2018.
- Nosotros, los octogésimos (2020 ISBN 9798636792871).